# FN AP 32ZB
AP 32ZB – belgijski nasadkowy granat odłamkowy produkowany przez firmę Fabrique Nationale de Herstal. Wersja granatu FN AP 32ZA pozbawiona możliwości rażenia celów opancerzonych.
Granat AP 32ZB może być miotany przy pomocy dowolnego karabinu z urządzeniem wylotowym o średnicy 22 mm, przy pomocy dołączonych do granatu naboi miotających. Prędkość początkowa granatu jest równa 90 m/s. Zasięg maksymalny wynosi do celi powierzchniowych wynosi 600 m (ogień pośredni) Granat ma głowicę odłamkową zawierającą 1250 prefabrykowanych odłamków o średnicy 3,2 mm.